# Kókai Tünde
Kókai Tünde (1992. szeptember 11. –) magyar színésznő.

## Életpályája
1992-ben született. Gyermekkorát Sülysápon töltötte. A Vörösmarty Mihály Gimnáziumban érettségizett drámatagozaton. 2016-ban végzett a Színház- és Filmművészeti Egyetemen, azóta az Örkény Színház tagja.

## Színházi szerepei

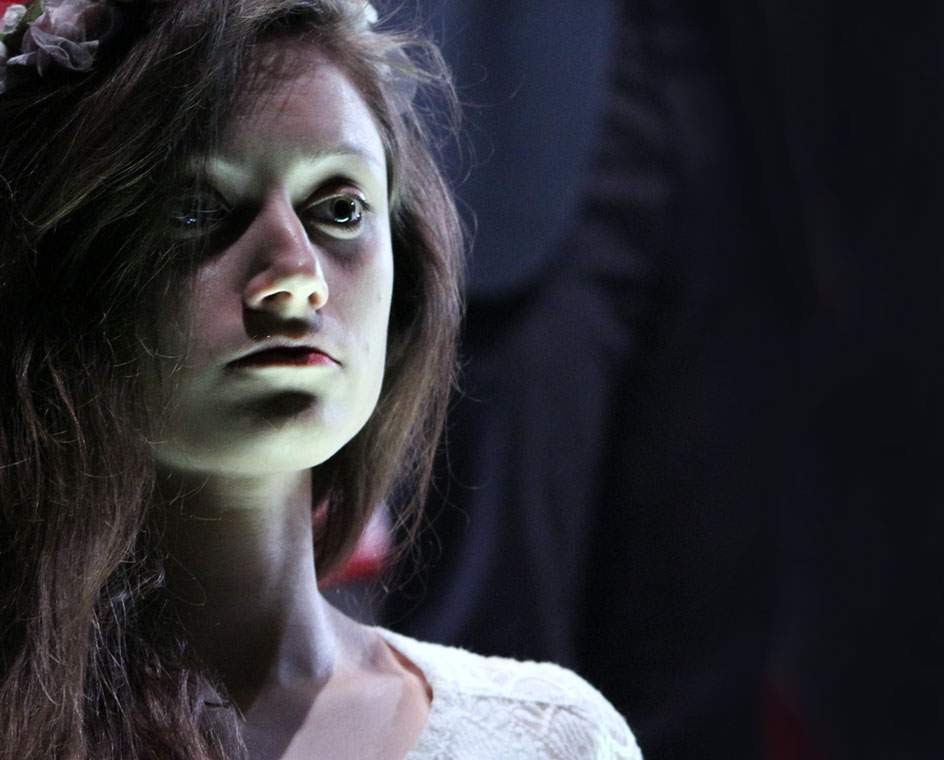
Kókai Tünde mint Ophelia

### Örkény Színház
- Friedrich Dürrenmatt: János király – Kasztíliai Blanka, 2011.
- Shakespeare: Hamlet – Ophélia, 2014.
- Alfred Jarry: Übü király, vagy a lengyelek, 2014.
- Mese az igazságtételről avagy A hét szamuráj, 2015.
- Arthur Schnitzler: A Bernhardi-ügy – Ludmilla, ápolónővér 2015.
- William Shakespeare: IV. Henrik I-II. – Humphrey herceg, a király fia, 2017.
- Thomas Mann: József és testvérei - Nofertiti, a fáraó felesége, Huij és Tuij szolgálói, 2017.
- Ödöv von Horváth: Hit, szeretet, remény, 2017.
- Franz Kafka: Az átváltozás – Grete, 2018.
- Maxim Gorkij: A mélyben – Anna, 2019.
- Térey János: Lót - Szodomában kövérebb a fű – Zelma, 2019.
- Kiváló dolgozók, 2020.
- Zűrzavar 2045 – Coka, műszaki muzsik 2020.
- 33 álom, 2021.
- Brecht: A szecsuáni jó ember- Nyolctagú család, Munkanélküli, Munkafelügyelő, Dohánygyáriak, Securitysek, 2021.
- Molnár Ferenc: Liliom - Mari, 2022.
- Fekete Ádám: Hat medúza egy tepsiben - Tünde, apácakomika, 2023.

### Egyéb
- Angelis: Színházi bestiák, 2015. Bakelit Multi Art Center
- Mindent Éváról, 2015. Orlai Produkciós Iroda

## Rendezései
- A Négyszögletű Kerek Erdő Küldetés, FÜGE Produkció, 2022.

## Filmes és televíziós szerepei
- Összezárva (2020) ...Milán felesége